# Конингэм, Элизабет, маркиза Конингэм
Элизабет Конингэм (урожденная Денисон), маркиза Конингэм (англ. Elizabeth Conyngham, Marchioness Conyngham; 29 марта 1770 — 11 октября 1861) — английская дворянка и придворная дама. Она была последней любовницей короля Великобритании Георга IV.

## Ранняя жизнь
Она родилась 29 марта 1770 года. Её отцом был Джозеф Денисон (ок. 1726—1806), владелец поместья Денби в Суррее, который сколотил состояние на банковском деле. Её матерью была Элизабет Батлер. 5 июля 1794 года Элизабет вышла замуж за Генри Конингэма, виконта Конингэма (1766—1832), ирландского политика и пэра. Несмотря на свою красоту, она считалась вульгарной, проницательной, жадной и непригодной для аристократического общества из-за её общего происхождения; однако она привлекала любовников и поклонников, в том числе российского цесаревича, будущего Николая I.

## Королевская любовница

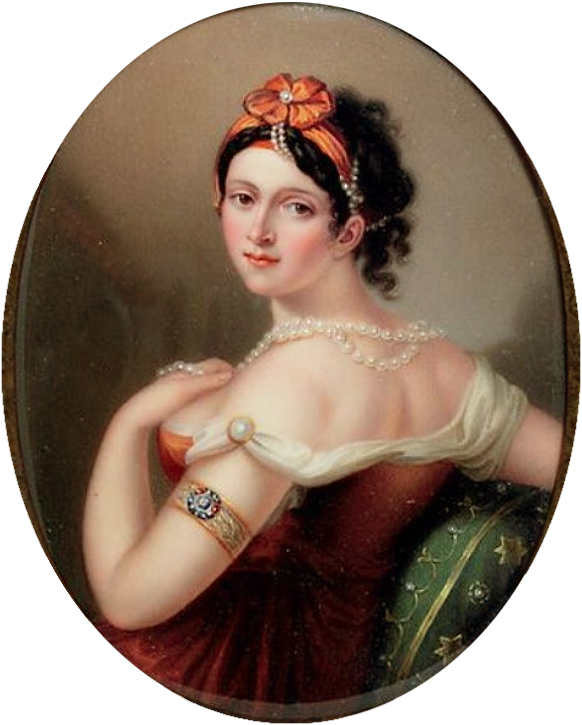
Элизабет, графиня Конингэм

У Конингэмов не было хороших связей, но, по словам герцога Веллингтона, Элизабет ещё в 1806 году решила стать любовницей принца Уэльского, будущего короля Георга IV. Вероятно, она стала его любовницей в 1819 году, когда он был принцем-регентом, но в конце концов вытеснила свою предшественницу, Изабеллу Сеймур-Конуи, маркизу Хартфорд, после того, как он стал королем в 1820 году. Он влюбился в неё, постоянно «целовал её руку с видом самой преданной покорности». В то время как его жена Каролина Брауншвейгская предстала перед судом в 1820 году в рамках попытки развода с ней, короля нельзя было видеть с леди Конингем, и, следовательно, ему было «скучно и одиноко». Во время коронации Георга постоянно видели, как она «кивает и подмигивает».
Связь леди Конингэм с королем пошла на пользу её семье. Её муж был возведен в звание маркиза в пэрстве Соединённого королевства и был приведен к присяге Тайному совету на коронационных почестях 1821 года. Ему также были предоставлены несколько других должностей, в том числе лорд-стюарда королевского двора и лейтенанта Виндзорского замка. Её второй сын стал правителем гардеробной и первым слугой опочивальни.
Леди Конингем питала симпатии к вигам, но обычно не интересовалась политическими амбициями; она сконцентрировалась скорее на улучшении финансового положения своей семьи. Но однажды она потребовала, чтобы наставник её сына стал каноником часовни Святого Георгия в Виндзоре, и премьер-министр лорд Ливерпул пригрозил уйти в отставку по этому поводу. Споры с леди Каслри ещё больше ухудшили отношения между королем и правительством лорда Ливерпула. Она также не любила Бенджамина Блумфилда, хранителя Тайного кошелька, и добилась его удаления в 1822 году. Его преемник, Уильям Найтон, был близким другом короля, который впоследствии успешно погасил все его долги. Княгиня Доротея Ливен, жена российского посла, с презрением отметила, что у неё «в голове нет ни единой идеи… ни слова, чтобы сказать за себя… ничего, кроме руки для приема жемчуга и бриллиантов, и огромного балкона, чтобы носить их».

## Последующая жизнь и смерть
По мере того как его жизнь развивалась, король стал зависеть от леди Конингэм из-за своего характера и плохого здоровья. Как бы она ни устала от его общества, его привязанность к ней никогда не прекращалась. Отношения прекратились с внезапной смертью Георга в 1830 году; она немедленно переехала из Виндзорского замка в Париж. Хотя король завещал ей всю свою посуду и драгоценности, она отказалась от всего наследства. Маркиз сломал свой служебный посох на похоронах Георга и больше никогда не должен был занимать его в следующем царствовании. Леди Конингэм прожила до 1861 года и умерла недалеко от Кентербери в возрасте 92 лет. Хотя она была исключена из двора во время правления короля Вильгельма IV и королевы Виктории, её сын Фрэнсис Конингэм, 2-й маркиз Конингэм, был лордом-камергером Вильгельма. Вместе с Уильямом Хоули, архиепископом Кентерберийским, он сообщил принцессе Виктории о смерти Уильяма и первым обратился к ней как к вашему Величеству. Дочь 2-го маркиза, Джейн Черчилль, позже стала камеристкой королевы Виктории и одной из её ближайших подруг.

## Дети
У маркиза и маркизы Конингэм было трое сыновей и две дочери:

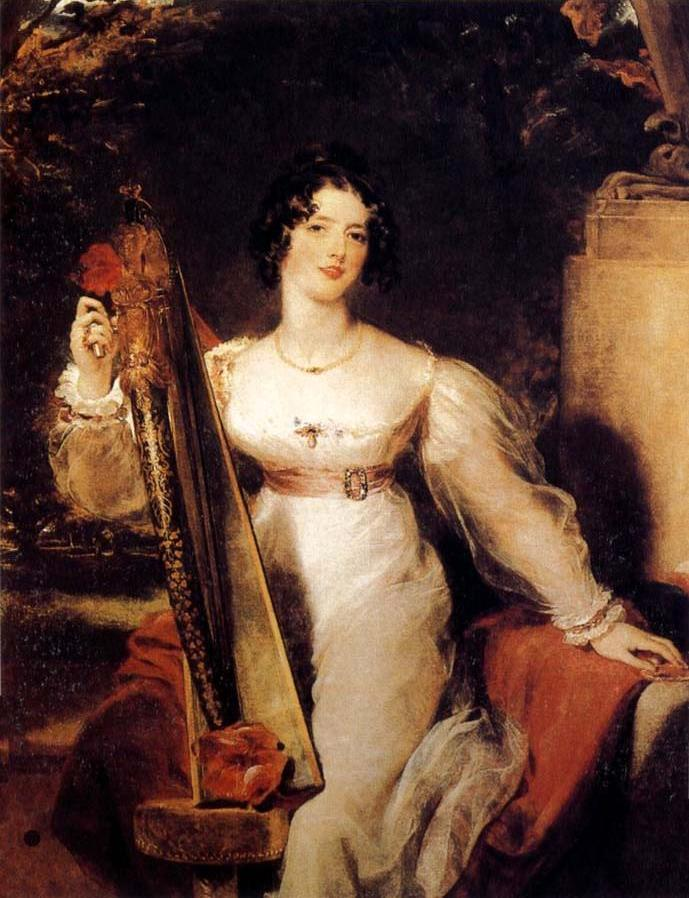
Портрет леди Элизабет Конингэм, дочери маркизы, обычно ошибочно идентифицируемой как сама маркиза. Портрет, написанный сэром Томасом Лоуренсом в начале 1820-х годов, находится в музее Галуста Гюльбенкяна в Лиссабоне.

- Генри Фрэнсис Конингэм, граф Маунт-Чарльз[англ.] (6 апреля 1795 — 26 декабря 1824), старший сын, холост и бездетен
- Леди Элизабет Генриетта Конингэм (? — 24 августа 1839), муж с 1826 года Чарльз Гордон, 10-й маркиз Хантли (1792—1863), сын Джорджа Гордона, 9-го маркиза Хантли, и Кэтрин Коуп.
- Леди Мэри Гарриет Конингэм (? — 3 декабря 1843), муж с 1832 года Уильям Мередит Сомервиль, 1-й барон Мередит (1802—1873)
- Генерал сэр Фрэнсис Натаниэль Конингэм, 2-й маркиз Конингэм (11 июня 1797 — 17 июля 1876), второй сын и преемник отца
- Лорд Альберт Конингэм, затем Альберт Денисон Денисон, 1-й барон Ландсборо[англ.] (21 октября 1805 — 15 января 1860), политик и дипломат, был дважды женат, двенадцать детей. Он унаследовал обширные поместья Денисонов после смерти своего дяди по материнской линии, принял фамилию Денисон и был создан бароном Ландсборо в 1850 году.